# Wojsko polskie w latach 1576–1648

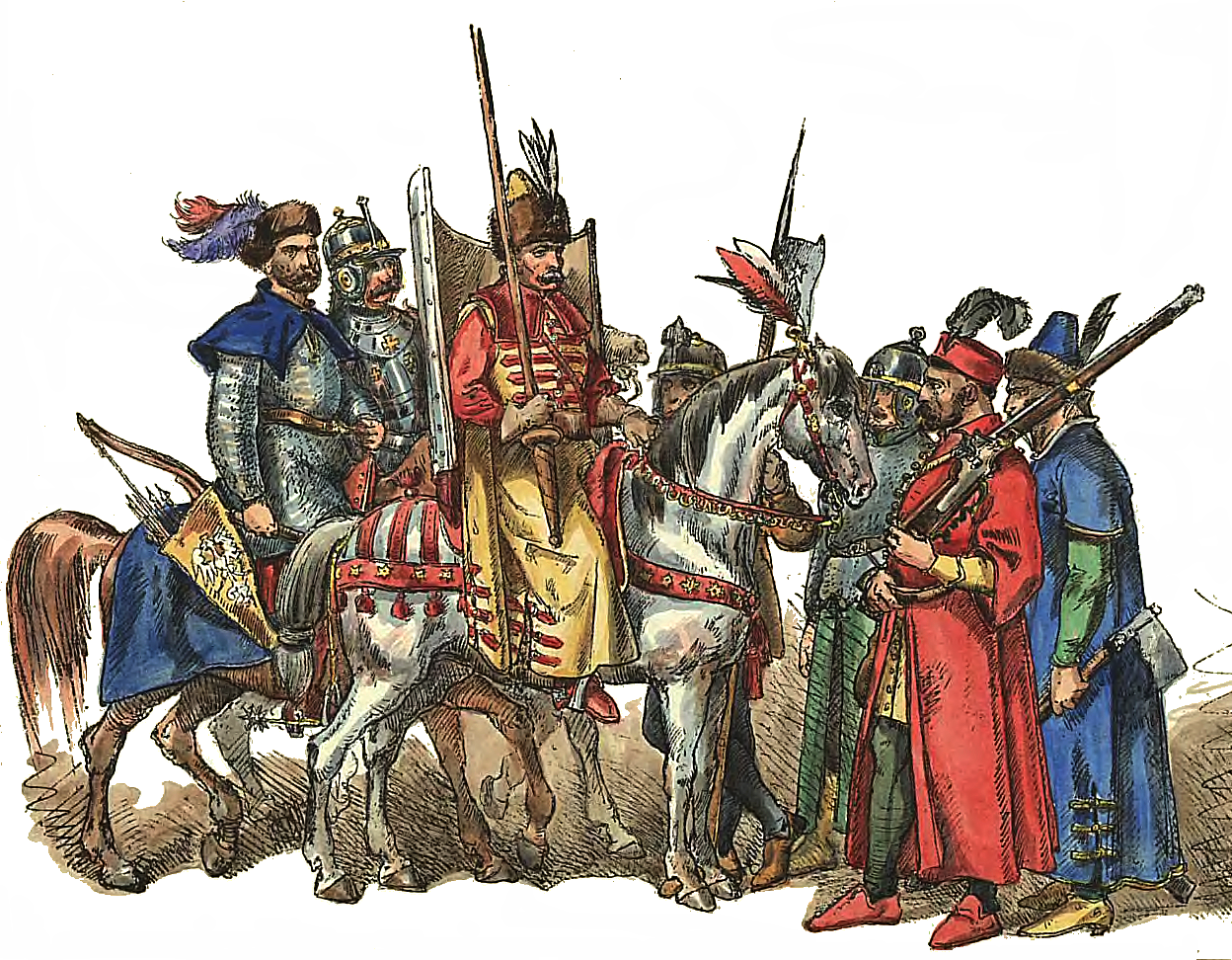
Wojsko polsko-litewskie 1576-1586

Wojsko I Rzeczypospolitej w latach 1576–1648 – siły zbrojne I Rzeczypospolitej za panowania Stefana Batorego, Zygmunta III i Władysława IV.

## Charakterystyka epoki
Rzeczpospolita w 1589 liczyła około 8 mln ludności i 815 tys. km² obszaru. W 1619 obszar wynosił już około 990 tys. km², a ludność do 1648 wzrosła do 10 mln. Przeciętna gęstość zaludnienia w 1580 wynosiła ok. 10 ludzi na 1 km², w większej części państwa wahała się od 10 do 20. W Inflantach, wschodniej Białorusi, w Nowogródzkiem, na Polesiu i w województwie kijowskim dużo poniżej 10 ludzi na km².

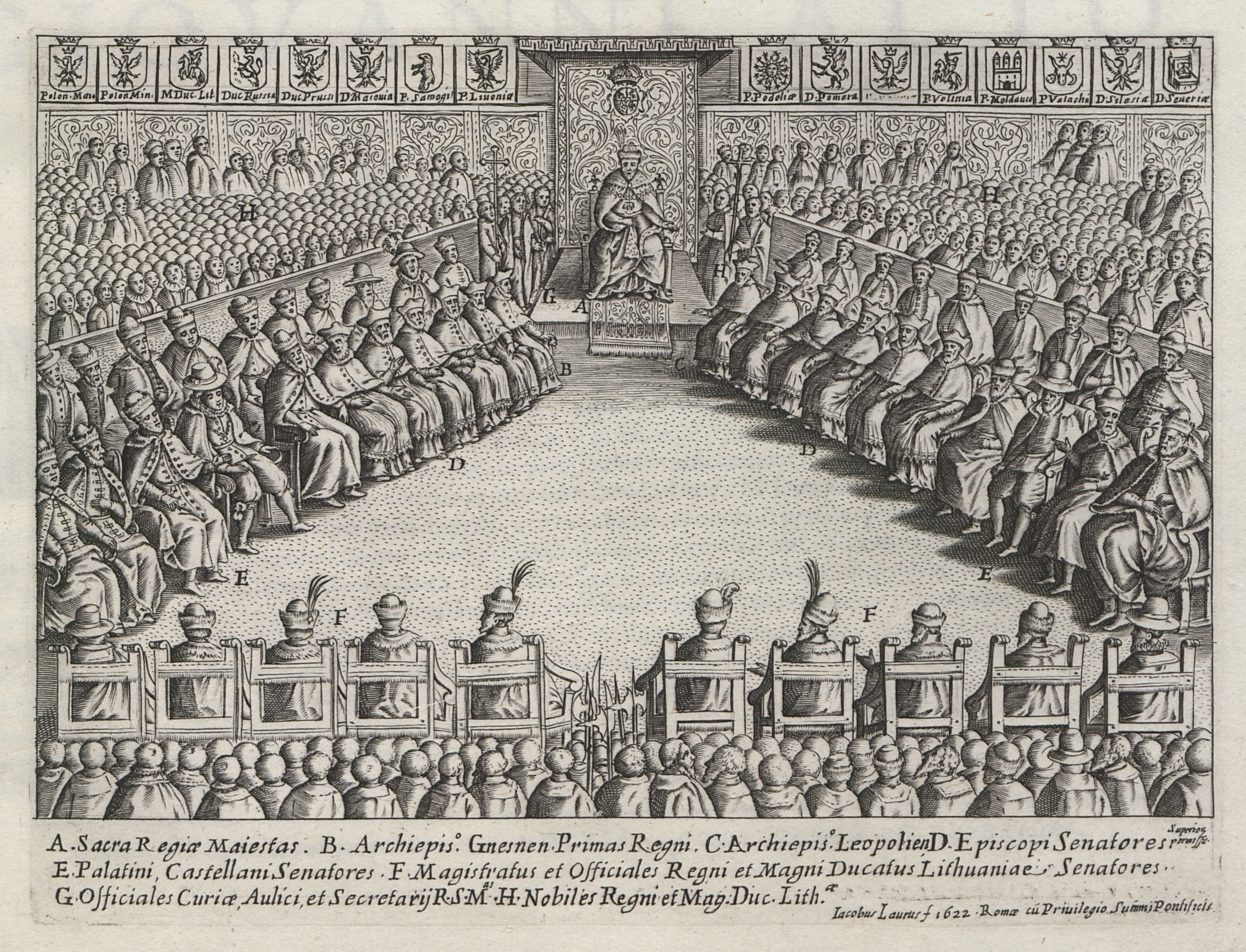
Polski sejm za panowania Zygmunta III Wazy

Wojny prowadzono głównie na kresach północno-wschodnich, wschodnich i południowo-wschodnich. Były to obszary słabo zaludnione. Powodowało to dość często kłopoty z wyżywieniem wojska.
Władza królewska w Rzeczypospolitej była stosunkowo silna. W sprawach wojska monarcha musiał współpracować z dwuizbowym sejmem. W skład senatu wchodzili ministrowie (oprócz hetmanów i podskarbich nadwornych), wojewodowie, kasztelanowie i biskupi-ordynariusze. Izba poselska składała się z posłów ziemskich wybieranych przez sejmiki województw, ziem, powiatów.
Sejm uchwalał podatki na wojsko. Od 1563 stałym podatkiem była kwarta, 1/5 (?!) dochodów z dóbr królewskich. Przynosiła ona około 100 tys. złotych i przeznaczona była na utrzymanie wojska kwarcianego.
W 1637 r. sejm wprowadził nową kwartę (duplę). Początkowo wynosiła ona 61 tys., później doszła do 124 tys., a przeznaczono ją na potrzeby artylerii.
Władza królewska poddawana była też naciskom ze strony magnaterii.
Stefan Batory surowo poskromił warcholstwo Zborowskich. Jego następca, Zygmunt III Waza, spotkał się już z nową siła polityczną w państwie. Były to litewsko-ruskie rody możnowładcze. Wspierała je nowa magnateria koronna, której świeżo wyrosłe latyfundia znajdowały się na ziemiach ukraińskich. Wielką władzę posiadał kanclerz i hetman wielki koronny Jan Zamoyski. To on w czasie elekcji w 1587 przechylił szalę na rzecz wyboru młodego królewicza szwedzkiego. Ze względu na młodość i niedoświadczenie nowego monarchy, chciał nadal wpływać na losy państwa.
W okresie kiedy król prowadził politykę przyjazną Habsburgom, Zamoyski stanął na czele opozycji. Sprawiła ona, że na sejmie 1592 król musiał tłumaczyć się i zaprzeczał stanowczo rokowaniom z Habsburgami. Objęcie przez Zygmunta III w 1592 tronu w Szwecji i jego wysiłki utrzymania korony przyczyniły się do pogodzenie kanclerza z monarchą. Zamysły królewskie wzmocnienia swej władzy w Polsce w latach 1605–1606 spotkały się z silnym oporem części magnatów i szlachty. Doszło do rokoszu Zebrzydowskiego. Ostatecznie Zygmunt III wyrzekł się swych reformatorskich planów.
Rozpoczęcie przez króla wojny z Rosją w 1609 za zgodą senatu, ale bez uchwały sejmu, wywołało pewne sprzeciwy. Nie doprowadziły one jednak do ostrzejszych zatargów.
Druga połowa rządów Zygmunta III, jak i większa część panowania jego syna Władysława IV przebiegała bez większych zatargów monarchy ze szlachtą. Dopiero plany Władysława IV podjęcia wojny zaczepnej przeciw Turcji (1646-1648) spowodowały wytworzenie się silnej opozycji. Autorytet królewski był mimo wszystko duży, a szlachta uchwalała potrzebne podatki na prowadzenie wojen.

## Organizacja i uzbrojenie wojska regularnego

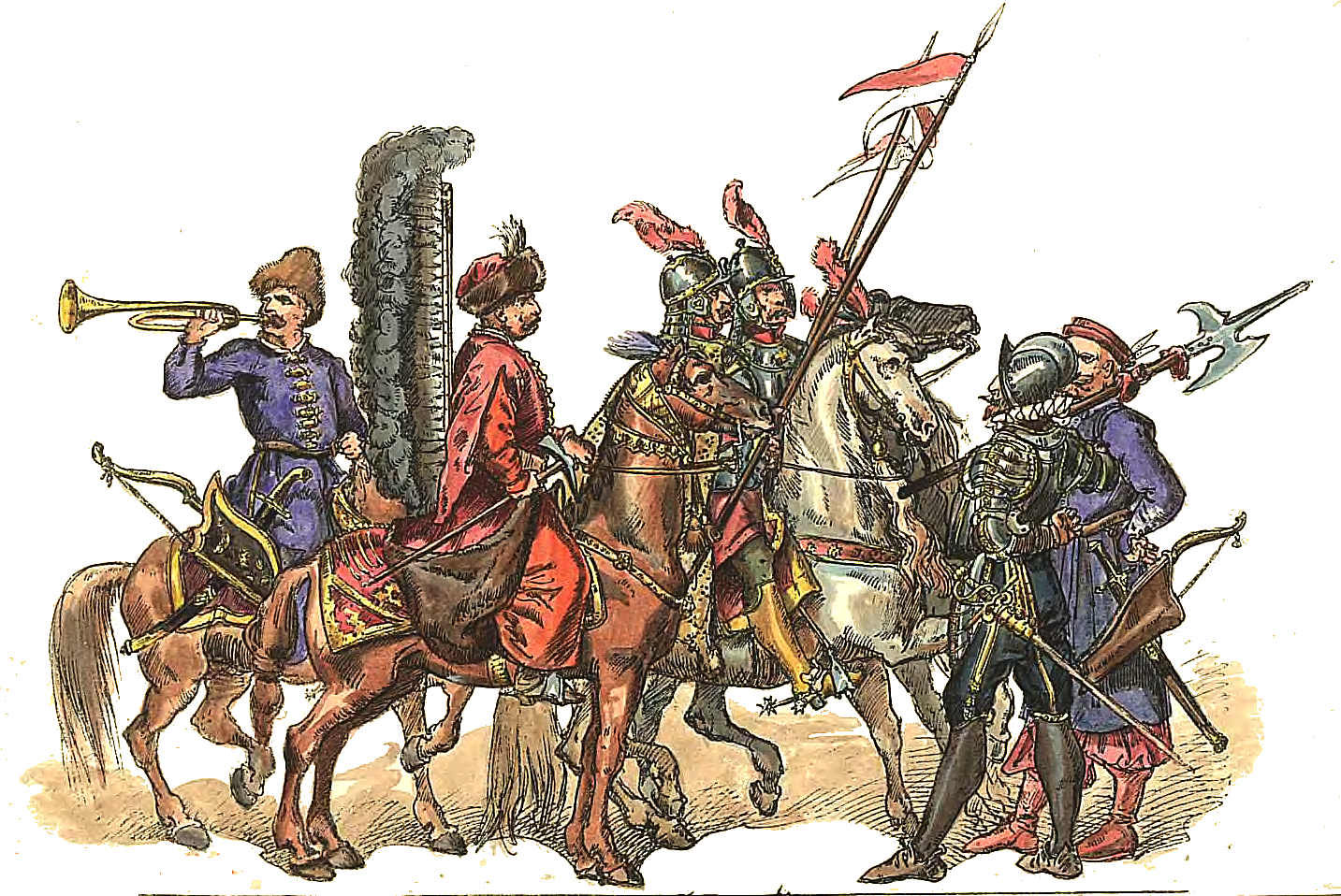
Żołnierze polscy 1588-1632

Intensywny wysiłek sześciolecia wojennego 1576-1581 oraz przygotowań do wojen w latach następnych stawiały przed Stefanem Batorym potrzebę reorganizacji wojska krajowego i bardzo znacznych zaciągów poza granicami kraju.
Najwyższe dowództwo sprawował król. Na hetmana wielkiego koronnego powołał Jana Zamoyskiego. „Doczesny” dotychczas urząd hetmański powierzył mu dożywotnio. Odtąd nieusuwalność hetmanów stała się zasadą. Samodzielne stanowisko miał uzyskać też dowódca pospolitego ruszenia inflanckiego, które mogło być powoływane niezależnie od pospolitego ruszenia Korony i Litwy. Hetman Polak nie mógł bezpośrednio dowodzić obcym żołnierzem zaciężnym. Stąd pojawienie się za Batorego kondotierów węgierskich i niemieckich.
W XVII w. regimenty niemieckie były jednostkami organizacyjnymi. Jednostką taktyczną była rota. Po raz pierwszy w kampanii wołoskiej 1600 r. armię podzielono na pułki w składzie kilku rot różnego rodzaju jazdy i piechoty.
Jazda

W jeździe ostatecznie wykształciły się dwa jej podstawowe typy. Zanikła dawna jazda gravioris armaturae, a funkcję ciężkiej jazdy przejęła husaria. Jej lżejsze uzbrojenie ochronne (półzbrojki, szyszaki „burgundzkie”) umożliwiało uderzenie w zwartym szyku. Lżej uzbrojona była jazda kozacka stanowiąc sprawny instrument manewru i rozpoznania. W wojsku zaciężnym znajdowały się jeszcze lżej zbrojne (szable, łuki) roty tatarskie, niezależnie od pospolitego ruszenia litewskich Tatarów, gotowe do działania na rozkaz hetmana wielkiego litewskiego.
Obok jazdy krajowej zaciągano też węgierską oraz niemiecką. Jazda polska (i węgierska) walczyła w płytkim szyku czteroszeregowym, a niemiecka uszykowana była w 10-12 szeregów.
Piechota

W piechocie stosowano zaciąg gotowych oddziałów węgierskich i niemieckich. Król zamierzał stworzyć masowe wojsko ludowe i na sejmie 1578 zgłosił projekt ustanowienia piechoty wybranieckiej. Na każdych 20 łanów uprawnych jeden „wybraniecki”, wolny od pańszczyzny i podatków, stanowił uposażenie chłopa obowiązanego do służby zbrojnej z uzbrojeniem i umundurowaniem. Obciążenia łanu wybranieckiego przerzucano na użytkowników pozostałych 19 łanów. Wybraniec co kwartał stawał na ćwiczenia przed wojewódzkim rotmistrzem wybranieckim. Taki wymiar rekruta mógł dać ponad 20 000 piechoty z całego państwa. Sejm obciążył świadczeniami jedynie magnaterię świecką dzierżącą królewszczyzny. Liczebność żołnierza wybranieckiego z królewszczyzn koronnych mogła osiągnąć około 3000, a z Wielkiego Księstwa Litewskiego nieco ponad 1000 żołnierzy.
Osobną formację pieszą stanowili Kozacy zaporoscy. W 1569 300 kozaków pełniło służbę pod rozkazami hetmana wielkiego koronnego Jerzego Jazłowieckiego. Ich łupieżcze wyprawy na Krym i inne posiadłości tureckie były powodem zatargów z Portą Osmańską w 1578.
Na czas wojny w 1578 Batory stworzył rotę w sile 500 ludzi pod zwierzchnictwem starosty czerkaskiego Michała Wiśniowieckiego. Starosta w 1581 powołał pod broń „wszystko rycerstwo niżowe ... 1500 człowieka”. W latach pokoju przeprowadzono znaczną jej redukcję.
Piechota zaciężna i wybraniecka, od czasów Batorego, była ćwiczona na sposób węgierski. Zazwyczaj były to oddziały strzelcze, uzbrojone w rusznice, siekiery i szable. Dawało im to możność walki w obronie i natarciu. Aby zapewnić jednolitość uzbrojenia zorganizowano zbiorowy zakup rusznic w kraju i za granicą. Przeważały rusznice hubczaste – lontowe, ale zakupywano też kołowe z krzosem, umożliwiające szybsze strzelanie. Zastosowanie przez Batorego gotowych naboi umożliwiało oddawanie jednego strzału co 10 minut. Ciągłość ognia osiągano przez kolejne strzelanie szeregami. Dopiero upowszechnienie udoskonalonego muszkietu w 1624 r. podniosło szybkostrzelność do 1 strzału na 6 minut i umożliwiło redukcję szeregów do sześciu.
Artyleria i inżynieria
Artyleria uległa znacznemu powiększeniu. Batory, jako jeden z pierwszych w ówczesnej wojskowości, wprowadził skarbowe zaprzęgi do dział, zaciągając na okres wojny zawodowych woźniców.
Batory zorganizował też polską inżynierię
Wojska zaciężne
W latach 1579–1647 maksymalną liczbę zaciężnych wystawiono w wyprawie chocimskiej: w 1621 – 37 000, w latach 1580–1581 i 1633 występowało ich 30–32 tys. W latach 1579, 1618, 1627–1629, 1634–1635 liczba ich wynosiła od 22–28 tys. W innych latach było ich poniżej 20000. Tak wojnę inflancką prowadzono w latach 1603–1608 siłami około 3700-3800 żołnierzy (wyjątkowo w 1605. – 5000.), a wojnę rosyjską (1613–1616) – ok. 6000. Oprócz tych sił występowało wówczas na granicy południowej i wojsko kwarciane w sile od 1100 (1604 rok) do 3000 (1607 rok).
W czasach pokojowych wojsko ograniczone do oddziałów kwarcianych liczyło: w latach 1591–1593 – 1200, a w latach 1597–1599 – 1600 żołnierzy. W okresie pokojowym 1639-1647 Rzeczpospolita utrzymuje stale od 6200 do 7400 żołnierzy zaciężnych, z czego 4000-4800 kwarcianych. Długotrwałe wojny powodowały duży wzrost obciążeń podatkowych ludności. W następstwie braku ściągalności powstawały zaległości w wypłacaniu żołdu wojsku. Żołnierze zawiązywali konfederacje wojskowe i przestawali prowadzić działania wojenne do czasu uregulowania ich należności.

## Reformy Władysława IV
Przewidywana wojna ze Szwecją o porty wymuszała kolejną reorganizację armii. Władysław IV Waza, starannie wykształcony, brał osobisty udział w wojnie z Rosją w latach 1617–1618 w wojnie chocimskiej 1621 i bitwie pod Gniewem w 1626. W 1625 odwiedził obóz hiszpański Ambrosio Spinoli, gdzie obserwował sposoby wznoszenia fortyfikacji polowych i wykorzystanie w walce muszkietów i artylerii. Znał również zagadnienia morskie. Ulegając sugestiom obu hetmanów: Koniecpolskiego i Radziwiłła, rozpoczął reorganizację armii.
Reforma artylerii

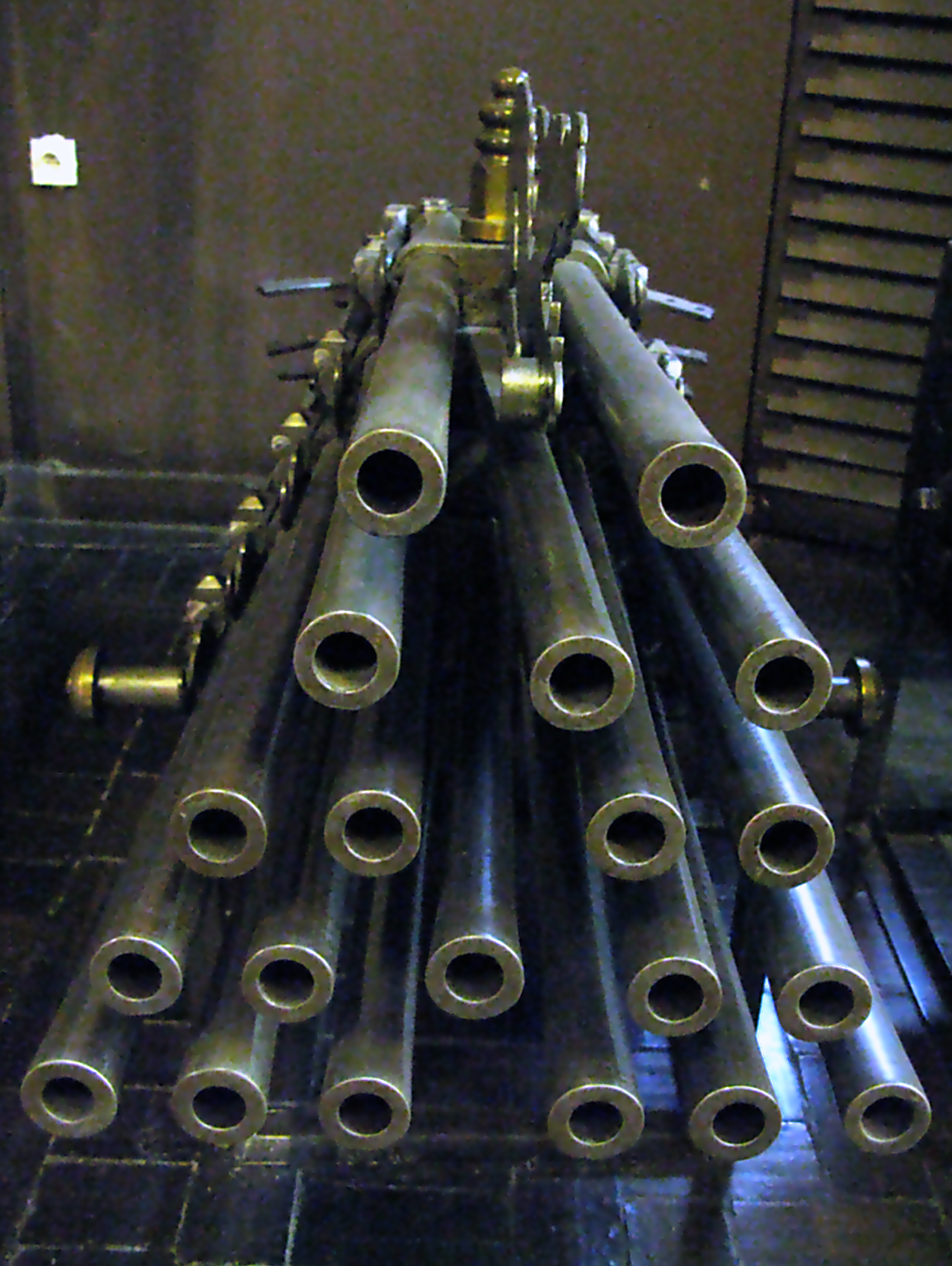
Polskie wielolufowe działko szybkostrzelne

Najważniejszą innowacją w artylerii było wprowadzenie towarzyszących piechocie dział regimentowych. Były to 6-funtowe „oktawy” lub nieco od nich lżejsze i krótsze „oktawy bastardy”.
Inwentarz z 1649 wymienia tylko 8 sztuk oktaw właściwych, natomiast dział 6-funtowych regimentowych 40. Dalszą reformą było wprowadzenie holenderskiego podziału wagomiarów przy odlewaniu nowych dział. Najcięższą armatą stała się kartauna strzelająca lanymi kulami żelaznymi wagi 48 funtów. Lżejsze armaty stanowiły ułamek kartauny: 24-funtowa półkartauna, 12-funtowa ćwierć kartauna i 6-funtowa oktawa.
W 1637 sejm na potrzeby artylerii wprowadził drugą kwartę.
Wprowadzono też urząd „starszego nad armatą” – generała artylerii – odpowiedzialnego za produkcję i utrzymanie dział oraz za administrowanie cekhauzami.
Sprawy podległości poszczególnych stanowisk uporządkował król w wydanych w 1634 Artykułach przesławnej artylerii. Z braku funduszy nie udało się zorganizować szkoły artylerii. Zdolnych oficerów wysyłano na studia za granicę.
Aby zachęcić szlachtę do zdobywania stopni oficerskich w tej broni, stworzono instytucję adelmanów, stanowiących coś pośredniego między szeregowcem a podoficerem. Szlachcic zostawał adelmanem z tytułu pochodzenia.
Flota wojenna
W przewidywaniu wojny ze Szwecją hetman Koniecpolski domagał się floty wojennej, złożonej z co najmniej 12 okrętów. Negatywnie oceniając możliwości niezależnego od władz Rzeczypospolitej Gdańska i zbyt płytkiego portu w Pucku, zdecydowano się na budowę stoczni na Półwyspie Helskim, w okolicach Chałup i Kuźnicy. Pracami kierowała Komisja Okrętów Królewskich, której przewodniczył Gerhard Doenhoff, starosta kościerzyński.
Od kupca gdańskiego, Jerzego Hewla, zakupiono dziesięć okrętów handlowych i jeden galiot. Dwunasty sprowadzono z Holandii. Wszystkie statki przerobiono na okręty wojenne. Flagowy miał 32 armaty, inne większe po 24 armaty, 3 najmniejsze po kilka armat. W 1635 sprowadzono z Ukrainy i uzbrojono 500 czajek kozackich. Mogły one jednak pełnić służbę tylko w zatoce.

## Wojska cudzoziemskiego autoramentu

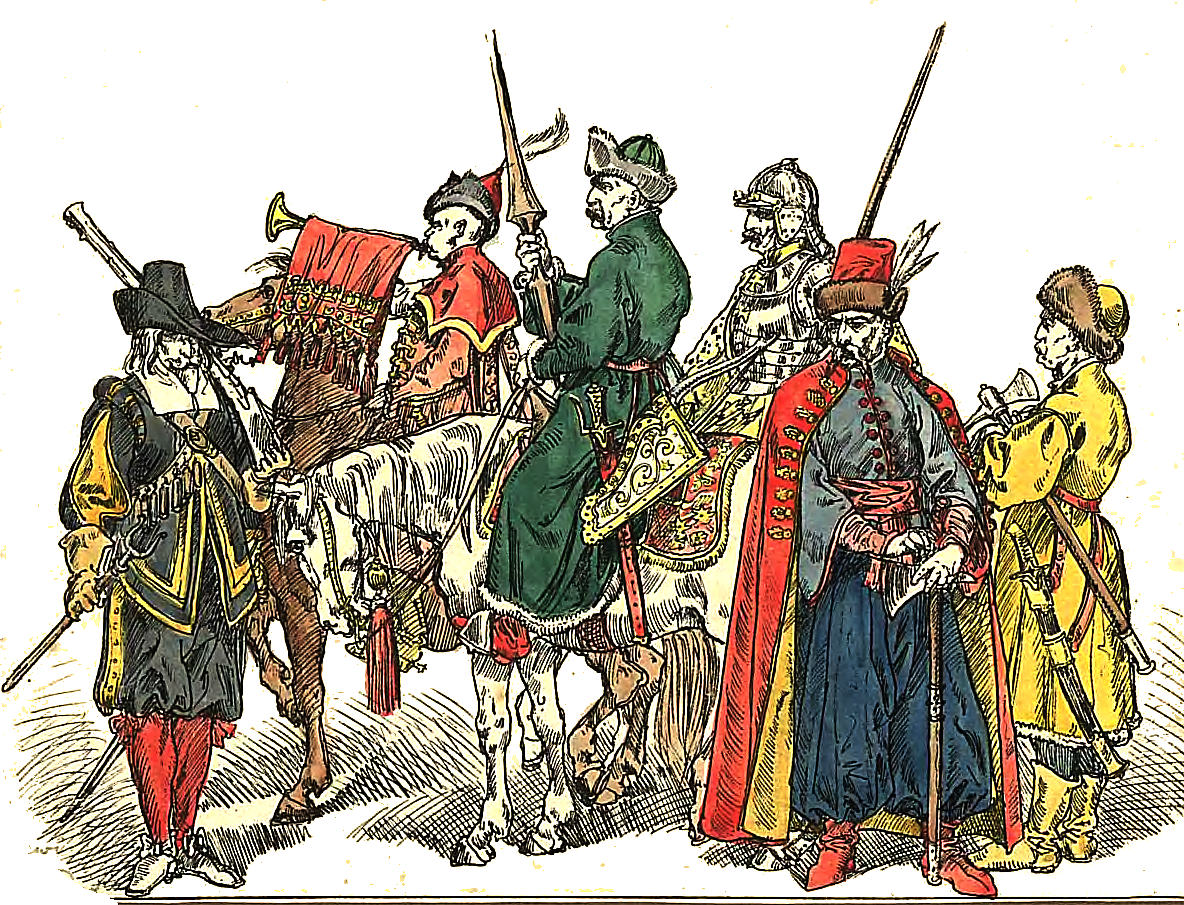
Żołnierze polscy 1633-1668

W 1633 wprowadzono do Polski na stałe niemiecki typ piechoty zbrojnej w piki i muszkiety z właściwą jej organizacją, z cudzoziemskimi dowódcami i niemiecką komendą.
Gemajni rekrutowani byli przede wszystkim wśród chłopstwa i plebsu miejskiego. Miejscem werbunku była zazwyczaj Wielkopolska i Mazowsze.
Jednostką organizacyjną i taktyczną był regiment albo freikompania, czasami skwadron. Kompania liczyć miała 90-120 ludzi, w praktyce wahała się od 50 do 180 ludzi. Regimenty liczyły od 4 do 12 kompanii.
Taktyka działania
Do walki regiment formował się w sześć szeregów. Pikinierzy ustawiali się w środku, muszkieterowie na skrzydłach. Przed pikinierami ustawiano dodatkowo dwa szeregi muszkieterów.
Tworzono też szyk przypominający klasyczne „tercio” z pikinierami w środku i czterema „rękawami” na rogach oraz linię z 6 szeregów z pikinierami i muszkieterami pomieszanymi na przemian. Ogień prowadzono z kontrmarszem. Nowa piechota wyposażona była w broń jednolitą, pochodzącą z cekhauzów królewskich. Stamtąd pobierano hełmy, zbroje pikinierskie, piki, muszkiety i amunicję.
Zaciąg
Piechota niemiecka stosowała specyficzny system zaciągu. Werbowano jednocześnie całe kompanie i regimenty. Pułkownik, otrzymywał list przypowiedni i podpisywał „kapitulację” na mocy której brał na siebie obowiązek wystawienia w oznaczonym czasie i miejscu wyznaczonym przez króla lub hetmana regimentu już umundurowanego i uzbrojonego gotowego do walki. Następnie dobierał sobie sztab, czyli obersztlejtnanta, majorów oraz dla każdej kompanii kapitana, porucznika, chorążego, feldfebla, kapitanarmusa, furiera z pomocnikiem, pisarza, dwóch sierżantów, po jednym kapralu dla każdego plutonu oraz tylu gefrajtrów, ile było szóstek. Gemajnów werbowano w dobrach duchownych i królewskich, a wojskowe prawo wymagało, że powinni to być ludzie zdrowi w wieku od 26 do 45 lat i wzrostu nie mniej jak 72 cale. Taki system zaciągu nazwano później „cudzoziemskim autoramentem”.
Wypłata określonego kapitulacją żołdu następowała w porcjach. Część porcji wykorzystywał oberszter na uposażenie swoje i sztabu. Część porcji przeznaczano na ubiór i oporządzenie. Resztą pieniędzy dysponowali dowódcy kompanii. Ci z kolei opłacali oficerów i podoficerów kompanijnych. Dla gemajna pozostawał „lenung”.
W regimentach żołnierze składali przysięgę na imię króla. W każdym był audytor, a sprawy dyscypliny uporządkowały wydane przez Władysława i oparte na szwedzkim wzorze Artykuły wojsku cudzoziemskiemu spisane.
Dragonia i rajtaria zorganizowana była identycznie. Oficerami zazwyczaj byli cudzoziemcy. Część stanowili ściągnięci ze służby obcej Polacy.
Szkoły piechoty nie zdołano zorganizować. Jej rolę pełniły stałe załogi twierdz.